# Nils-Åke Andersson
Nils-Åke Andersson, född 23 augusti 1938 i Jönköping, död 24 juni 2014 i Mullsjö, var en svensk friidrottare (stående höjdhopp). Han tävlade för klubben Jönköpings AIF och vann SM i stående höjdhopp åren 1959 till 1961.